# 帕克里奇 (伊利諾州)
帕克里奇（英語：Park Ridge）是美国的一個城市，位於芝加哥的郊區。2010年人口普查時，帕克里奇有人口37,480人。帕克里奇是前美国国务卿希拉蕊·克林頓的故鄉。

## 外部連結
- City of Park Ridge official website （页面存档备份，存于）
- Park Ridge Public Library （页面存档备份，存于）
- Park Ridge Community Network （页面存档备份，存于）, from Park Ridge Public Library
- A history of Park Ridge, Illinois （页面存档备份，存于）